# 西非海馬
西非海馬為輻鰭魚綱棘背魚目海龍魚科的其中一種，分布於中東大西洋區，從塞內加爾至安哥拉海域，體長可達19.2公分，棲息在沙泥底質海域，屬肉食性，以小型甲殼類為食，卵胎生，可作為觀賞魚。